# ベン・オクリ
ベン・オクリ（Ben Okri、1959年3月15日 - ）は、ナイジェリアの小説家、詩人である。
9歳までイギリスロンドンで過ごし、1968年、家族とともにナイジェリアに戻った。後に再びイギリスに戻り、エセックス大学で研究した。1991年にブッカー賞を受賞し、2001年、大英帝国勲章を受勲した。

## 受賞歴
- ブッカー賞　1991年 （The Famished Road（『満たされぬ道』）に対して）

## 著書

### 小説
- Flowers and Shadows（1980）
- The Landscapes Within（1981）
- Incidents at the Shrine（1986）
- en:The Famished Road（『満たされぬ道』）（1991）
- Songs of Enchantment（1993）
- Astonishing the Gods（1995）
- Dangerous Love（1996）
- Infinite Riches（1998）
- In Arcadia（2002）

### その他
- Stars of the New Curfew（短編）（1988）
- An African Elegy（詩）（1922）
- Birds of Heaven（1995）
- A Way of Being Free（エッセイ）（1997）
- Mental Fight（詩）（1999）

## 日本語訳された作品
- 『満たされぬ道〈上〉・〈下〉』金原瑞人訳、平凡社、1997年
- 『見えざる神々の島』金原瑞人訳、青山出版社、1998年